# Historias extraordinarias (libro)
Historias extraordinarias (título original en inglés The Wonderful Story of Henry Sugar and Six More) es una colección de siete cuentos cortos escrita por Roald Dahl, publicada en 1977 por Jonathan Cape. Por lo general es considerada como una colección dirigida a un público algo mayor que la de sus cuentos infantiles.
Las historias fueron escritas en diferentes momentos de su vida, y dos de éstas (Racha de suerte y Pan comido) son autobiográficas. La primera describe cómo se convirtió en escritor, en tanto que la otra describe parte de la experiencia de Dahl como piloto de combate durante la Segunda Guerra Mundial. Otro cuento de no ficción habla sobre cómo un granjero británico encontró un tesoro legendario de la Antigua Roma.

## Relatos

### El niño que hablaba con los animales (The Boy Who Talked with Animals)
Por consejo de sus amigos, decide irse a Jamaica por un tiempo. Una noche, una gran conmoción se inicia en la playa: una tortuga marina, enorme y anciana, es atrapada por un grupo de pescadores. Expuesta sobre la arena de la playa, los turistas debaten sobre qué hacer con ella; la gente rica quiere comprarla, mientras el gerente de un hotel cercano prefiere usarla como carne para hacer sopa de tortuga. Los planes de la gente se ven frustrados cuando un niño y sus padres aparecen; el niño le grita a la multitud, llamándolos horribles y crueles. Sus padres revelan que él ama profundamente a los animales, con lo que el padre le paga a los pescadores y al gerente del hotel, dejando finalmente a la tortuga en libertad.
Al día siguiente, el niño desaparece. Todo el mundo se sorprende cuando los pescadores vuelven y revelan que han encontrado al niño montado sobre el caparazón de la tortuga, aventurándose hacia lo desconocido.

### El autoestopista (The Hitch-Hiker)
Este relato escrito en 1977 es otro cuento de ficción escrito en primera persona. En este caso, el narrador tiene un nuevo BMW con el que disfruta el viaje por la carretera hasta que ve a un autostopista. Lo deja subir al auto, y se fija en que es curioso como una rata, con dedos largos y blancos. Se ponen a conversar, con lo que se descubre el acento y a actitud propias de Cockney. El autostopista reta al narrador a adivinar su verdadero oficio. Mientras lo hace, el autostopista revela repentinamente una serie de objetos del narrador, desde una billetera hasta un reloj y los cordones de los zapatos. El narrador lo acusa de ser un carterista, ante lo cual el autostopista se muestra en desacuerdo, alegando que él es un dedero profesional, pues tal como el orfebre ha dominado el oro, él ha dominado el uso de sus dedos.
Mientras hablan, el narrador es detenido por exceso de velocidad. El oficial de policía que escribe la multa se muestra particularmente cruel, amenazando al narrador con una larga sentencia a prisión y una gran multa; incluso le escupe al auto antes de que vayan.
El narrador se muestra contrariado y molesto, ante lo cual su nuevo amigo le revela que ha robado el cuadernillo del oficial de policía que contiene las multas en contra de ellos.

### El Tesoro de Mildenhall (The Mildenhall Treasure)
Este es un relato no ficticio de un Labrador llamado Gordon Butcher, quien descubre un gran Tesoro de la Antigua Roma en un campo que araba por encargo. La legislación inglesa es muy clara a este respecto: cualquier tesoro descubierto debe ser inmediato notificado a las autoridades, y pasa a ser parte de la Corona, en tanto su descubridor, y no el propietario de las tierras, recibe una recompensa asociada al valor en metálico de lo descubierto. El labrador, ignorante de esta ley, es engañado por su superior, un aficionado a las antigüedades quien se hace con el botín y lo guarda bajo su propiedad a fin de venderlo, en el futuro, a algún anticuario inescrupuloso…

### El cisne (The Swan)
Esta es una historia sobre dos chicos llamados Ernie y Raymond a quienes les gusta abusar de un niño llamado Peter Watson, intimidándolo y torturándolo.
Durante el décimo quinto cumpleaños de Ernie, éste recibe un rifle. Su padre le dice que salga a matar algunos conejos para la cena, lo cual Ernie acepta. Sale acompañado de Raymond y ambos le disparan a algunas aves mientras van al campo de conejos. Cuando van llegando a la línea del tren, ven a Peter Watson, el niño del que frecuentemente abusan.
Como una broma, Ernie y Raymond van donde Peter y lo apuntan con el arma, diciendo “¡Manos arriba!”, con lo cual Raymond decide atar a Peter a las líneas del tren. Milagrosamente, Peter sobrevive cuando el tren pasa por sobre de él a causa de un hundimiento en el suelo que impedía que el tren lo tocara.
A continuación, los chicos deciden lanzar a Peter al lago con las manos atadas, pero cuando llegan al lago, Ernie le dispara a un pato y envía a Peter que lo recoja. A Peter no le gustaba ver cómo Ernie le disparaba a un bonito pato, pero como tampoco quería enojarlo, lo hace de mala gana. Entonces Ernie ve a un hermoso cisne sentado en su nido, y decide dispararle también. Peter le suplica que no le dispare al cisne, pero Ernie lo hace de todas maneras. Le ordena a Peter ir a buscar al cisne. Peter lo hace no sin dudarlo antes y con lágrimas en las mejillas, deseando que el cisne pudiese volver a la vida. Esto le da a Ernie una nueva idea.
Ernie dice que él puede traer de vuelta al cisne a la vida. Le corta ambas alas y las ata a los brazos de Peter, diciendo “Mira, ¡le he devuelto la vida al cisne!”. Entonces Ernie ordena a Peter subirse a un árbol, saltar y volar, ante lo cual Peter ve la posibilidad de escapar de Ernie y Raymond si se sube al árbol.
Peter sube al árbol hasta la cima y se queda sólo en una rama. Ernie le grita para que salte de la rama, pero Peter sólo se queda ahí. Ernie le da diez segundos para bajar, o le disparará. Peter se queda arriba y, pasados los diez segundos, Ernie le dispara, hiriendo a Peter en el muslo. El niño cae de la rama logrando sujetarse de otra, sin embargo, de pronto ve una luz brillante y salta de la rama.
Tres personas ven un gran cisne blanco volando sobre el pueblo ese día. La Sra. Watson encuentra a una cosa blanca en su jardín, reconociendo de repente a su hijo Peter. Corre a llamar al médico y una ambulancia, y corta las dos grandes alas de cisne de su brazo.

### La maravillosa historia de Henry Sugar (The Wonderful Story of Henry Sugar)
Henry, es un hombre superficial, rico e independiente que vive una vida de ocio absoluto, va a fiestas de sus amigos y gusta de las apuestas y los juegos de cartas, en los cuales procura ganar a como dé lugar. Un día descubre en la biblioteca de un amigo las notas de un médico radicado en la India que describe la capacidad de un yogui que puede ver sin utilizar los ojos. A partir de esto, decide intentar dominar el arte de la meditación y descubre que él es un hombre de tipo “uno-en-un-millón”, cuyos poderes psíquicos pueden ser fácilmente afinados. Luego de tres años de estudio, Henry logra la habilidad de ver a través de las cartas, e incluso predecir el futuro. Henry utiliza estas habilidades excepcionales en un casino, sin embargo, cuando está ahí se da cuenta de que los meses de meditación no sólo le dieron un nuevo poder, sino que cambiaron su personalidad, haciéndolo más perceptivo y preocupado de aquellos a su alrededor. Usa sus poderes para predecir qué números saldrán en la ruleta de la fortuna, y luego hace un gran negocio con el dinero de la mesa de blackjack. Al mismo tiempo se da cuenta de que debe ser cuidadoso, pues fácilmente la atención que reciba en el casino debido a su “golpe de suerte” le puede causar problemas.
Henry vuelve a casa con suficiente dinero para un auto grande o una pequeña casa de campo, sin embargo, no está interesado en el dinero. Se da cuenta de que la emoción de ganar o perder ha sido erradicada: está garantizado que siempre le ganará a la casa. Henry intenta decidir qué hacer con el dinero, cuando repentinamente decide tirarlo, literalmente, por la ventana. Poco después, una revuelta se desata cuando los londinenses corren a recoger los billetes que caen del apartamento de Henry. Un oficial de policía llega a la escena y le sugiere a Henry que encuentre una forma más legal de hacer caridad, por ejemplo, donando dinero a un orfanato.
Henry se maravilla ante esta idea y se compromete a establecer los orfanatos mejor equipados y protectores del mundo. Solicita la ayuda de su contador, quien trabaja como su banquero personal. Al principio el plan de Henry funciona bien, hasta que llega a Las Vegas. Ahí, sin saberlo, recolecta una enorme suma de dinero de tres casinos pertenecientes al mismo mafioso. Un botones del hotel donde Henry se hospeda le advierte del peligro y lo ayuda a escapar sin que logren hacerle daño. Luego de salvarse por los pelos, Henry viaja a Hollywood, donde le pide ayuda a un famoso estilista para crear diversos disfraces e identidades para protegerse.
Al final de la historia, el autor revela que fue seleccionado, aparentemente al azar, para escribir la historia de Henry cuando éste murió. El narrador queda impactado al escuchar todos los acontecimientos, y también comenta que el sueño de Henry se volvió realidad: los Orfanatos Henry Sugar, establecidos en todo el mundo, son realmente los mejores del planeta.

### Racha de suerte (Lucky Break)
Esta es una historia de no ficción, algo similar a otros libro de Dahl, Boy (relatos de infancia) y Volando solo, aunque de una forma más concisa. Se narran los eventos de la vida de Dahl que lo llevaron a convertirse en escritor, incluido el encuentro con un famoso escritor que lo ayudó a iniciar su carrera. La historia va desde la escuela y los profesores de Dahl hasta la publicación de su primera historia por encargo del escritor C.S. Forester.

### Pan comido (A Piece of Cake)
Este es un relato autobiográfico de cuando Dahl fue piloto de combate en la Segunda Guerra Mundial. Particularmente cuenta los detalles de cuando Dahl fue herido y eventualmente forzado a abandonar el desierto. La versión original de la historia fue escrita para C.S. Forester para obtener unos apuntes sobre la historia de Dahl y rescribirla con sus propias palabras, a fin de adaptarla para que el público norteamericano pudiese conocer la experiencia de un piloto aliado ahora que Estados Unidos acababa de entrar al conflicto. No obstante, Forester quedó tan impresionado con el relato de Dahl que lo envió directamente a su agente, quien ya había publicado en el Saturday Evening Post. Así comenzó la carrera literaria de Dahl.